# Alagoa (Minas Gerais)
Alagoa is een gemeente in de Braziliaanse deelstaat Minas Gerais. De gemeente telt 2.683 inwoners (schatting 2018).

## Aangrenzende gemeenten
De gemeente grenst aan Aiuruoca, Baependi, Bocaina de Minas en Itamonte.